# Lunigère
Cosmotriche lobulina
Espèce
La Lunigère (Cosmotriche lobulina) est une espèce de lépidoptères (papillons) appartenant à la famille des Lasiocampidae.
- Synonyme : Cosmotriche lunigera (Esper, 1784)
- Répartition : de l’Europe à l’Asie ; en France, dans les Alpes du Nord et dans les Vosges.
- Envergure du mâle : de 17 à 19 mm.
- Période de vol : de mai à août.
- Habitat : forêts de conifères.
- Plantes-hôtes : conifères.

## Source
- P.C. Rougeot, P. Viette, Guide des papillons nocturnes d'Europe et d'Afrique du Nord, Delachaux et Niestlé, Lausanne 1978.